# Гормоны щитовидной железы
Гормо́ны щитови́дной железы́ представлены двумя различными классами биологически активных веществ: йодтиронинами и полипептидным гормоном кальцитонином. Эти классы веществ выполняют разные физиологические функции: йодтиронины регулируют состояние основного обмена, а кальцитонин является одним из факторов роста и влияет на состояние кальциевого обмена, а также участвует в процессах роста и развития костного аппарата (в тесном взаимодействии с другими гормонами).

## Гландулярная эндокринная система

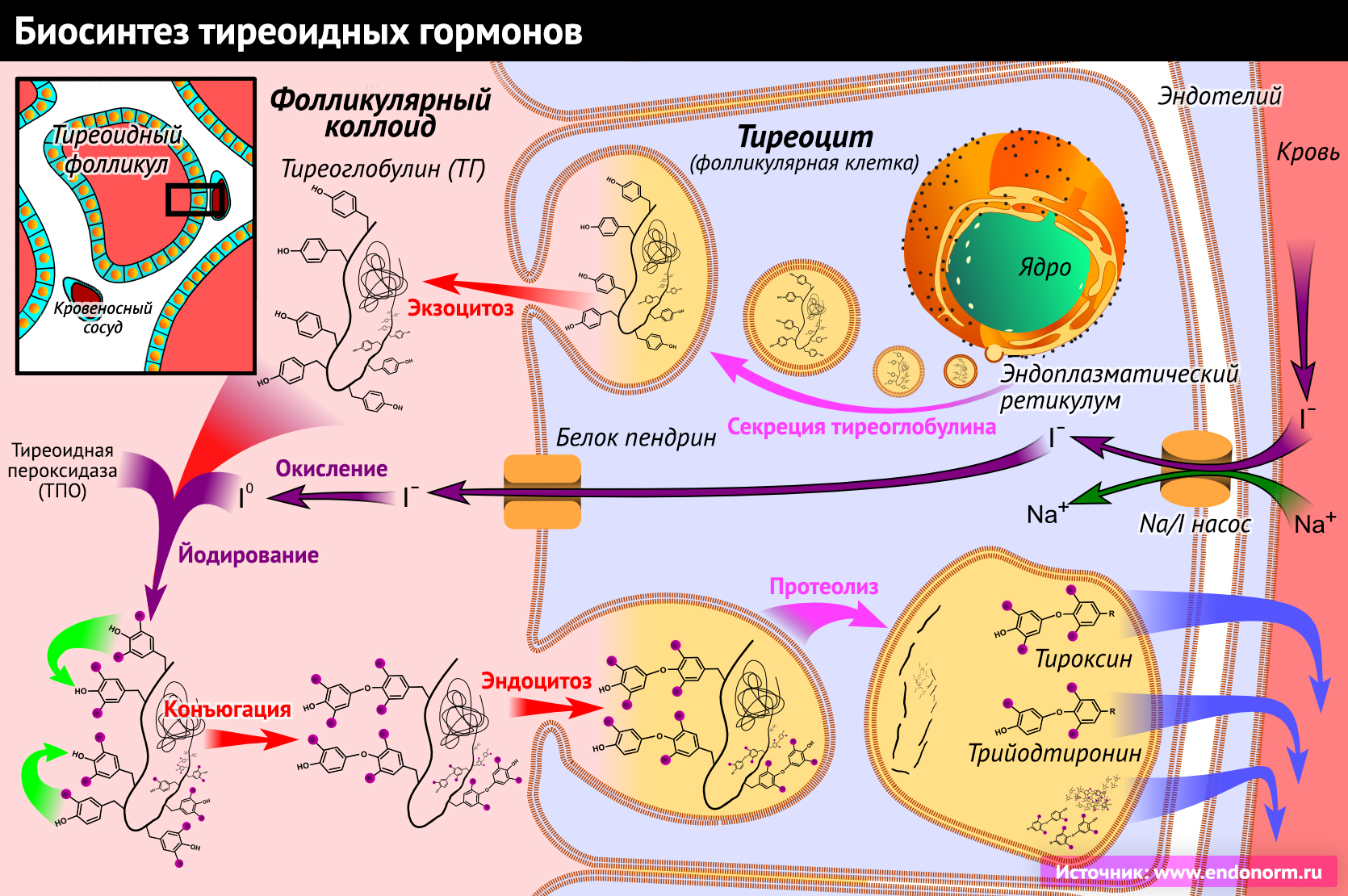
Синтез тиреоидных гормонов в присутствии тиреоидной пероксидазы.

Микроскопически ткань щитовидной железы представлена, в основном, сферическими тиреоидными фолликулами, синтезирующими два так называемых тиреоидных гормона — тироксин (Т4) и трийодтиронин (Т3), являющихся йодированными производными аминокислоты тирозина и отличающихся лишь числом атомов йода в молекуле, но имеющих общие физиологические свойства. Тиреоидные гормоны непосредственно ингибируют секрецию ТТГ аденогипофизом. За сутки щитовидная железа производит около 80—100 мкг тироксина (Т4). Т4 и Т3 присутствуют в сыворотке крови как в свободной (несвязанной с белка́ми), так и в связанной формах. Гормонально активны только свободные тироксин и трийодтиронин (fТ4 и fТ3).

## Агландулярная эндокринная система
В парафолликулярных клетках (C-клетки) щитовидной железы, относящихся к диффузной эндокринной системе, синтезируется пептидный гормон тиреокальцитонин, или просто кальцитонин, принимающий участие в регуляции фосфорно-кальциевого обмена, активности остеокластов и остеобластов. C-клетки отличаются от фолликулярного эпителия бо́льшим числом митохондрий и присутствием электронно-плотных гранул.

## Биохимия

Гормоны щитовидной железы
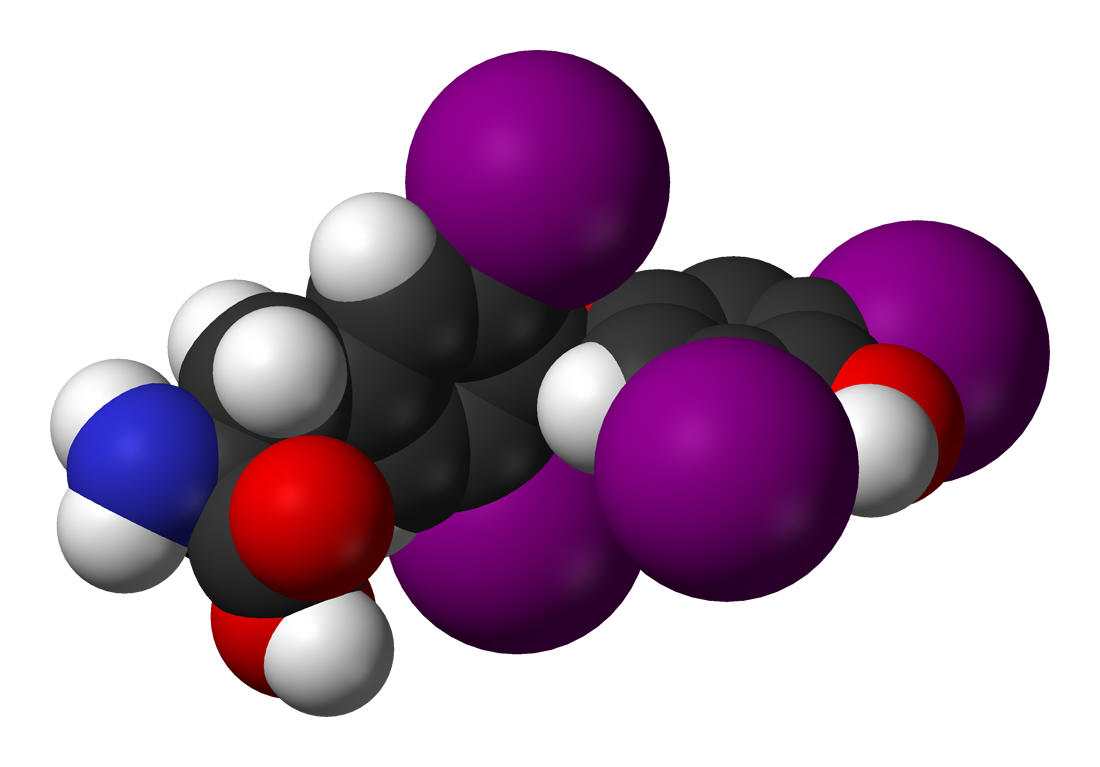
Тироксин (T4)
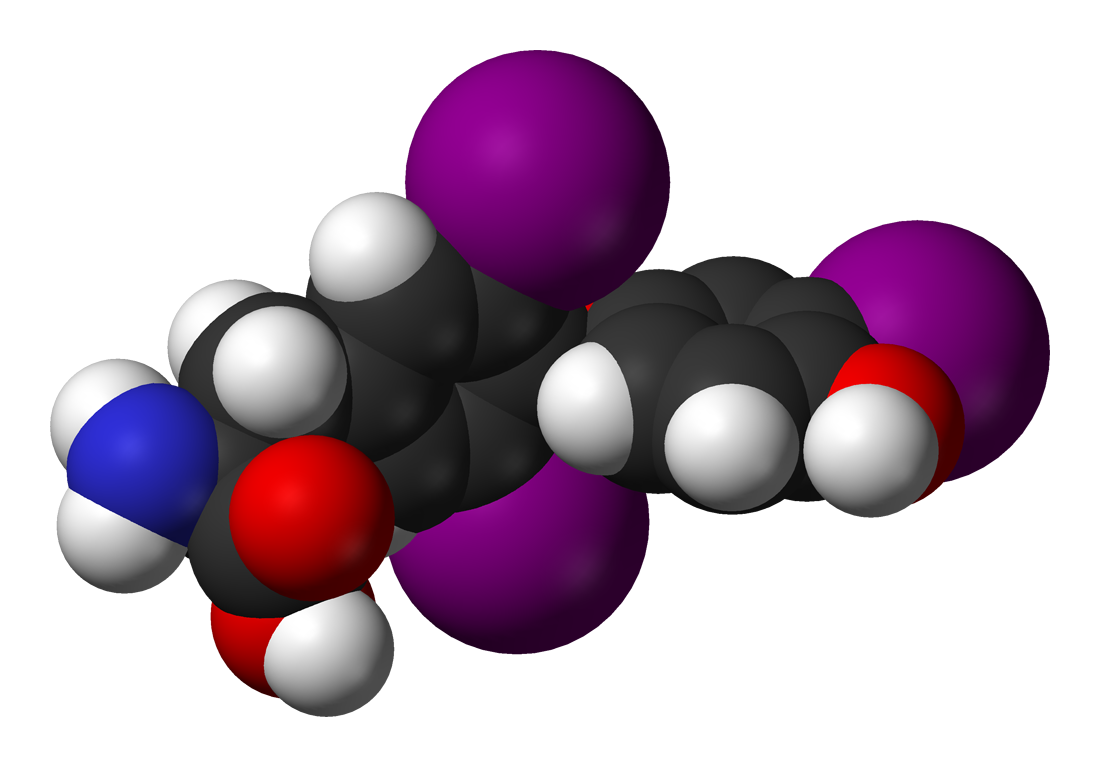
Трийодтиронин (T3)
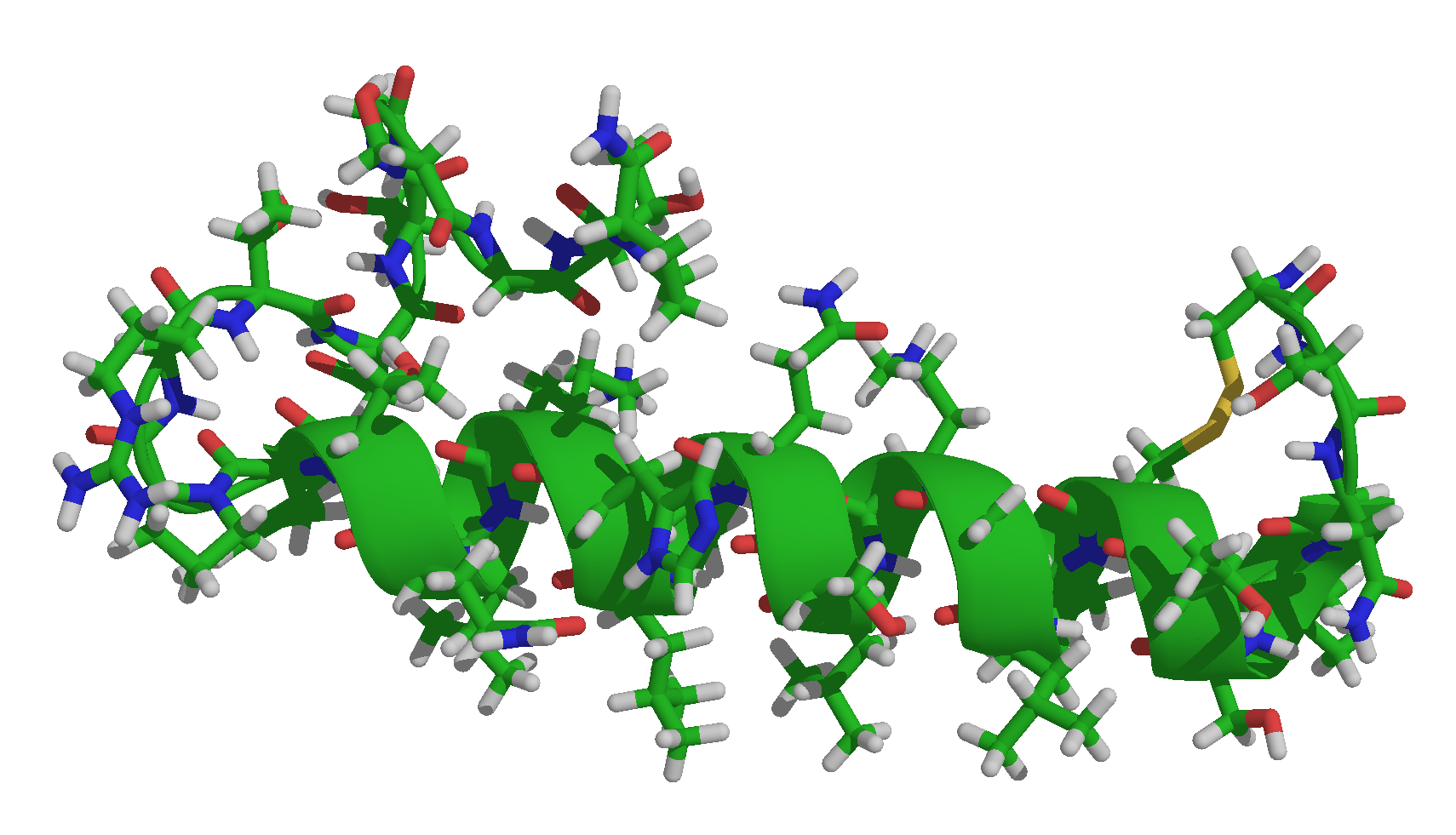
Тиреокальцитонин